# 国道P-7号線 (エリトリア)
国道P-7号線（こくどうぴーななごうせん、英語: P-7）とは、エリトリアの第1級国道。

## 概要
国道P-7号線は、アッサブからエチオピア国境、中立地帯のブレに至っている。アスファルトで舗装がなされている。アッサブでは国道P-6号線が北に接続している。ブレではかつて一体だったエチオピアの国道2号と接続する。